# Gjetingsdalen
Gjetingsdalen este o localitate din comuna Kvinnherad, provincia Hordaland, Norvegia, cu o populație de 1.020 locuitori (2013).